# Бенешть (Ніколає-Белческу, Вилча)
Бенешть, Бенешті (рум. Bănești) — село у повіті Вилча в Румунії. Входить до складу комуни Ніколає-Белческу.
Село розташоване на відстані 149 км на північний захід від Бухареста, 12 км на південь від Римніку-Вилчі, 86 км на північний схід від Крайови, 121 км на південний захід від Брашова.

## Населення
За даними перепису населення 2002 року у селі проживала 81 особа, усі — румуни. Усі жителі села рідною мовою назвали румунську.